# Kletba z temnot
Kletba z temnot je americký hororový thriller z roku 2012 v režii Ole Bornedala.

## Děj
Děvčátko objeví na trhu starou skřínku, ale neví, že tato skříňka je zakletá. Objevuje u svých majitelů psychické problémy a až po čase objeví její rodina důvod problémů. Že za ní může duch, který ve skříňce sídlí a obsadí duši lidí. .

## Recenze
- Kletba z temnot (Possession) – 45 % na Kritiky.CZ